# Gundomar
Gundomar, czasami numerowany jako Gundomar I lub II lub nazywany Godomar (zm. prawdopodobnie w 486) – król Burgundów w Vienne od 473 roku do śmierci. Syn Gunderyka, siostrzeniec Rycymera. Po śmierci stryja Chliperyka I objął władzę w formie tetrarchii z braćmi Gundobadem (w Lyonie), Chilperykiem II (w Valence) i Godigisel (w Genewie), samemu wchodząc w posiadanie dzielnicy z Vienne. Pierwszy z braci dążył jednak do wyeliminowania pozostałych, a Gundomar okazał się jego pierwszą ofiarą (według jednej z wersji zmarł w 486; według innej już w 476/7 zarówno Gundomar, jak i Chilperyk II nie żyli). Po wyeliminowaniu braci Gundobad objął samodzielne rządy. O czasach jego panowania opowiadają właściwie jedynie pisma Grzegorza z Tours.